# Communauté de communes du Pays du Craonnais
La communauté de communes du Pays du Craonnais est une ancienne communauté de communes française, située dans le département de la Mayenne et la région de Pays de la Loire.

## Histoire
La communauté de communes est créée le 1er janvier 1995. Le 1er janvier 2015, elle fusionne avec les communautés de communes de la Région de Cossé-le-Vivien et de Saint-Aignan - Renazé pour former la communauté de communes du Pays de Craon.

## Composition
La communauté regroupait onze communes (dix du canton de Craon et une du canton de Saint-Aignan-sur-Roë) :
| Nom                     | Code Insee | Gentilé          | Superficie (km2) | Population (dernière pop. légale) | Densité (hab./km2) |
| ----------------------- | ---------- | ---------------- | ---------------- | --------------------------------- | ------------------ |
| Craon (siège)           | 53084      | Craonnais        | 24,56            | 4 506 (2014)                      | 183                |
| Athée                   | 53012      | Athéens          | 17,23            | 504 (2014)                        | 29                 |
| Ballots                 | 53018      | Balloçais        | 36,01            | 1 269 (2014)                      | 35                 |
| Bouchamps-lès-Craon     | 53035      | Boucannais       | 18,15            | 558 (2014)                        | 31                 |
| Chérancé                | 53068      | Chérancéens      | 8,73             | 162 (2014)                        | 19                 |
| Denazé                  | 53090      | Denazéens        | 9,30             | 149 (2014)                        | 16                 |
| Livré-la-Touche         | 53135      | Livréens         | 30,08            | 753 (2014)                        | 25                 |
| Mée                     | 53148      | Méens            | 8,75             | 211 (2014)                        | 24                 |
| Niafles                 | 53165      | Niaflais         | 8,00             | 336 (2014)                        | 42                 |
| Pommerieux              | 53180      | Pomméroliens     | 23,20            | 685 (2014)                        | 30                 |
| Saint-Quentin-les-Anges | 53251      | Saint-Quentinois | 17,81            | 414 (2014)                        | 23                 |

## Administration
| Période          | Période        | Identité        | Étiquette | Qualité                |
| ---------------- | -------------- | --------------- | --------- | ---------------------- |
| janvier 1995 (?) | avril 2008 (?) | Paul Chaineau   | DvD       | Maire de Craon         |
| avril 2008 (?)   | avril 2014     | Philippe Guiard | DvG       | Maire adjoint de Craon |
| avril 2014       | décembre 2014  | Daniel Gendry   |           | Maire de Niafles       |